# Oecetis squamosa
Oecetis squamosa là một loài Trichoptera trong họ Leptoceridae. Chúng phân bố ở miền Australasia.